# Xturmovoi
Xturmovoi (en rus: Штурмовой) és un poble (possiólok) de l'óblast de Magadan, a Rússia, que el 2013 tenia 41 habitants.